# Voo Bangkok Airways 125
O Voo Bangkok Airways 125 era um voo doméstico regular do Aeroporto Internacional Don Mueang para o Aeroporto de Samui. Em 21 de novembro de 1990, o De Havilland Canada Dash 8 que operava o voo, caiu ao se aproximar do Aeroporto de Samui durante mau tempo, a 5 km sudoeste do aeroporto, matando todos os 33 passageiros e 5 tripulantes. O voo Bangkok Airways 125 foi o primeiro acidente fatal da Bangkok Airways.
O acidente foi investigado pela Organização da Aviação Civil Internacional (ICAO) e a causa provável foi determinada como desorientação espacial que levou à perda de controle.

## Acidente
O voo 125 partiu do Aeroporto Internacional Don Mueang às 09:58 UTC. O voo foi conduzido sob IFR e passou a subir para um nível de voo de 21.000 pés. Às 10:45, quando a aeronave se aproximou do Aeroporto de Koh Samui, a tripulação entrou em contato com a torre de controle e foi informada de que a pista 17 estava ativa. A torre também informou que o tempo estava ameno com chuva a sudeste do aeroporto. Devido às mudanças nas condições do vento no solo, a tripulação foi instruída a usar a pista 35. Ao tentar alinhar para a pista 35, erros fizeram com que a tripulação executasse uma aproximação falhada. A torre orientou a aeronave a fazer a curva à esquerda para evitar montanhas e o voo 125 iniciou uma curva à esquerda com os flaps totalmente estendidos sob forte chuva. A tripulação ficou desorientada e começou a descer ainda virando para a esquerda. A aeronave caiu em uma fazenda de coco a 5 km sudoeste do aeroporto, com a perda de todos os 33 passageiros e 5 tripulantes.

## Aeronave
A aeronave era um De Havilland Canada DHC-8-103 de dois anos, preifxo HS-SKI, que voou pela primeira vez em 1989. No momento do acidente, a aeronave havia acumulado 3.416 horas de voo e 2.998 ciclos de decolagem e pouso.